# City Life
«City Life» (укр. «Міське життя») — тривимірна відеогра 2006 року в жанрі містобудівного симулятора, розроблена французькою компанією «Monte Cristo».

## Ігровий процес
Як і в багато містобудудівних симуляторах (наприклад, SimCity 4), гравцеві належить задача побудувати процвітаючий мегаполіс. Гра поєднує в собі елементи економічної стратегії, буде необхідно контролювати витрати і доходи міста. Нововведенням, вигідно вирізняє гру від інших симуляторів, є поява шести соціально-культурних груп.

#### Соціальні групи населення
Існує 6 соціально-культурних груп. Знаходження в певному «прошарку» безпосередньо залежить від доходів жителя і його способу життя. Так, Інтелігенція і Білі комірці мають порівняно однакові доходи, але перші воліють працювати у сфері мистецтва та освіти, а другі — медицині, економіці та спорті. Також вони воліють різні умови життя. Синій комірець не відвідуватиме зони відпочинку для Бюджетників і, навпаки, Бюджетник не працюватиме на підприємстві, де робочі місця розраховані на Синіх комірців.
- Низькі і Середні доходи

Класи: Біднота, Бюджетники, Сині комірці
Соціальні групи з низьким і середнім доходом потребують робочих місцях.
- Високі доходи

Класи: Білі комірці, Інтелігенція, Еліта
Самі забезпечені групи населення потребують якісному обслуговуванні. Велика кількість зон відпочинку, висококласну освіту та охорона. Наприклад, звичайна поліцейська ділянка не зможе забезпечити необхідний рівень безпеки, але якщо розташувати поруч центр SWAT, то потреба в потрібному рівні охорони буде задоволена.

#### Список соціальних груп населення
Гравець може розташовувати тільки майданчики для подальшої забудови житловими будинками. Процес вселення мешканців відбувається незалежно від гравця. На те, яка соціальна група займе будівлю впливають умови, в яких розташована площадка. Клас біднота не має особливих вимог до місця проживання, в той час як еліта вимагає розвиненої інфраструктури. Бажання класу вселитися в даний будинок відображається в правому верхньому куті екрану у вигляді невеликої діаграми з іконками культурно соціальних груп: Дружать:
- Сині комірці: білі комірці, біднота.
- Бюджетники: інтелігенція, біднота.
- Еліта: білі комірці, інтелігенція.
- Біднота: сині комірці, бюджетники.
- Інтелігенція: бюджетники, еліта.
- Білі комірці: сині комірці, еліта.

Ворогують:
- Еліта: сині комірці, бюджетники, біднота.
- Білі комірці: біднота, бюджетники, інтелігенція.
- Сині комірці: еліта, бюджетники, інтелігенція.
- Біднота: Інтелігенція, білі комірці, еліта.
- Бюджетники: сині комірці, білі комірці, еліта.
- Інтелігенція: сині комірці, біднота, білі комірці.

Примітка: 

 Колір соціальної групи  

Вулиці, на яких живе і працює певний клас відзначаються особливими кольорами. Цей критерій впливає на зовнішній вигляд будівель і їх жителів. Колір соціальної групи також переважатиме в одязі її представників. Так, клас Еліта буде носити білі строгі костюми, а Біднота — чорне лахміття.

#### Розвиток суспільства
Крім введення соціально-культурних груп і системи взаємовідносин між ними, в гру додана можливість 'розвитку суспільства' — можливість здійснювати перехід населення з одного класу в інший. Для його здійснення необхідно забезпечити існуючий клас розвиненою системою освіти, або розташувати центри підвищення кваліфікації поблизу житлових будинків. Також необхідно забезпечити майбутній клас робочими місцями (великі підприємства) і житловими будинками з розвиненою інфраструктурою.
Наприклад: Якщо поруч з будинком синіх комірців поставити який-небудь центр підвищення кваліфікації, то Сині Комірці «перетворяться» в Білих комірців.
Також: якщо поряд з будинком бюджетників поставити школу вищого класу, то вони «перетворяться» в Інтелігенцію.

### Інфраструктура міста

#### Дороги і шосе
У грі існують 4 види дороги:
- Односмугова — дорога з однією смугою на одну сторону руху. Підходить для невеликих заїздів, або промрайону
- Авеню — односмугова дорога тільки напрямки руху розділяють дерева.
- Двосмугове шосе — дорога з двома смугами. Підходить для ненавантажених вулиць.
- Трисмугове шосе — дорого з трьома смугами. Підходить до дуже навантажених вулиць.

Ще можна будувати мости:
- Невеликий міст — міст підходить для перетину дуже малих річок. Можливо використовувати як естакаду
- Односмуговий міст — трохи довший міст від невеликого
- Середній міст — двосмуговий міст. Можна використовувати для перетину довгої річки
- Великий міст — трохи довший за середній та має 3 смуги.

#### Житлові будинки
Гравець може розташовувати тільки майданчики для подальшої забудови житловими будинками. Процес вселення мешканців відбувається незалежно від гравця. На те, яка соціальна група займе будівлю впливають умови, в яких розташований майданчик. Клас біднота не має особливих вимог до місця проживання, в той час як еліта вимагає розвиненої інфраструктури. Бажання класу вселиться в даний будинок відображається в правому верхньому куті екрану у вигляді невеликої діаграми з іконками культурно соціальних груп:
- Жирна зелена рамка вказує на те, що це місце дуже привабливо.
- Тонка зелена рамка вказує на те, що це місце привабливо.
- Відсутність рамки означає, що область не дуже приваблива.
- Тонка червона рамка означає, що це місце непривабливо.
- Жирна червона рамка означає, що ця область неприйнятна.

#### Служби
Кожен клас також має власні вимоги до місця проживання і службам, розташованим поблизу передбачуваного місця проживання. Як говорилося вище, білі комірці більш вимогливі до критерію безпеки та охорони здоров'я, ніж до освіти і торгівлі.
Мається 8 служб:
- Торгівля (магазини)
- Охорона здоров'я (лікарні)
- Освіта (школи)
- Безпека (поліція)
- Спокій в суспільстві (громадські центри)
- Пожежна безпека (пожежні станції)
- Дозвілля (відпочинок)
- Навколишнє середовище (Екологія, парки, сади, пам'ятки)

Якщо надані послуги не відповідатимуть вимогою жителів, то почнеться конфлікт, перед мерією з'явиться група мітингувальників (проте, це можна буде побачити тільки на маленькому екрані, розташованому в правому куті екрану. При наближенні до самої мерії, бунтуючих видно не буде). Якщо гравець залишить подію без уваги, то слід очікувати серії підпалів.

## Потреби, і їх місце розташування
Потреби — один з сенсів гри. Потреби бувають у всіх груп.
Якщо хтось у якомусь домі просять службу «торгівля», то над будинком з'являється жовтий значок з двома сумками.
Якщо їх не обслуговують, над будинком у них значок стає червоним.
Наприклад: людина ставить в грі поруч з будинком будь-якої групи, бакалійний магазин. Спочатку, значок про потреби магазинів може пропасти, але потім, коли місто починає вселяти Інтелігенцію, Білих комірців і Еліту, вони знову починають просити торгівлю, але у великих кількостях, тобто, їм треба ставити великі супермаркети.
Групи з високим доходом найчастіше просять поліцію.
Наприклад: Поставиш в грі поліцейську дільницю, в якому ніхто не працює, a вони все одно будуть просити поліцію, тобто, якщо там ніхто не працює, ділянка не може їх захистити. Їм не потрібно просто будівля.
Але треба і намагатися ставити будівлі різних служб в правильному місці.
Визначення зони дії служб можна перевірити.
Коли ставиш дім, навколо нього є коло — це зона дії цієї будівлі.
Також в грі люди люблять аптечні кіоски, газетні, дорожню поліцію, сучасні скульптури, дитячі майданчики і т. д.
Коли між будинками залишається проміжок, в який не влізе будинок або будівлю, гра заповнює цей проміжок «поверхнею», на якій є кущ, паркан, мішки сміття, колеса від машин, і на цьому місці можна поставити який-небудь кіоск.

### Виробництво / Бізнес
Підприємства діляться на шість типів, відповідних соціально-культурної групі, на який вони розраховані. Крім класової градацій існує поділ на малий (3 робочих місця), середній (п'ять місць) і великий (8 місць, з можливістю переходу з одного класу в інший).
Можна подивитися, чи подобається робота. Наприклад, синім комірцям. Треба натиснути на будинок, навести курсор на потреби жителя, і якщо там менше 5-и паличок, людина буде просити роботу, ніби він безробітний.

### Класифікація карт
У грі присутня 22 карти, розділених на 5 регіонів:
- Гірський район
- Каньйони
- Сонячний район
- Тропічний регіон
- Регіон помірного клімату

Кожна карта має рівень складності, що визначається за 5 бальною шкалою (1-простий, 5-найскладніша) за наступними критеріями:
- Екологія
- Для туристів
- Споруда доріг
- Поділ областей

Щоб відкрити заблоковані карти, необхідно отримати ключі від міста:
- Бронзовими ключами заблоковані карти середньої складності
- Срібними — високої складності
- Золотими — екстремальної складності

На картах можуть бути присутніми унікальні об'єкти (які можна розставити тільки в режимі редактора), що роблять вплив на рівень складності гри. На карті 'Пустеля предків' є руїни, схожі з Майя, які є приманкою для туристів, а 'Забруднену узбережжі' — затонулий нафтовозів, погіршує екологію.

### Сценарій
Гра з цільовими установками
Гравцеві належить заробити 'медалі за розвиток міста' (бронзові, срібні або золоті). Щоб отримати їх, необхідно досягти:
- Певній чисельності населення
- Відсотка співвідношення певної соціально-культурної групи до загальної чисельності населення (наприклад, 25 % білих комірців від усього населення)
- Певного доходу від підприємств або готелів
- Рівня сальдо

Кожній карті відповідають певні умови отримання медалей.

### Вільна гра
Гра без цільових установок

## Редактор
Окрім самої гри видавці також випустили редактор, що дозволяє створювати і змінювати існуючі карти. Також, з його допомогою гравець може відкрити деякі можливості, заблоковані в звичайному режимі (без редактора). Програма включена в комплектацію звичайного диска з грою.

Редактор гри — той же алгоритм, який використовували наші розробники для її створення. Він дозволяє не тільки робити нові карти, але також і дає можливість варіювати параметри гри. Він дуже гнучкий у використанні і дозволяє впливати на особливості геймплея, якщо у модерів виникне таке бажання. <…>
Це дозволяє досвідченим гравцям створювати додаткові будівлі в «City Life». Ми пишаємося тим, що змогли реалізувати цю ідею. Ми хотіли, щоб користувачі могли обмінюватися своїми творчими ідеями, і зробили все можливе, щоб їм у цьому допомогти.
Рено Бокле, керівник і головний дизайнер проекту

Однак, Monte Cristo не радить користуватися редактором гравцеві і не несе відповідальності за проблеми і наслідки використання програми, про що інформує при його завантаженні.

## Цікаві факти
- В City Life є собор Василя Блаженного, але в грі називається він чомусь Кремлем.
- Графічна частина гри розроблялась переважно у Київському офісі компанії Monte Cristo.